# كيفن كونولي (شاعر)
كيفن كونولي هو محرر وشاعر كندي، ولد في 20 مارس 1962 في بيلوكسي في الولايات المتحدة.